# Beteró
Beteró és un barri de la ciutat de València pertanyent al districte dels Poblats Marítims de València, entre els barris del Cabanyal i l'Illa Perduda, i fitant amb la Vega Baixa. És separat de la resta dels Poblats Marítims pel carrer Marí Blas de Lezo, la continuació cap al nord del carrer de la Serradora en arribar a l'estació d'Adif de València-Cabanyal, i té bones comunicacions amb la resta de la ciutat, entre les avingudes de Blasco Ibañez, Tarongers i Marí Blas de Lezo, per Rodalia amb l'estació del Cabanyal i prop de les línies 2,5 i 6 de Metrovalencia. La seua població el 2009 era de 8.496 habitants.